# Asheboro
Asheboro város az Amerikai Egyesült Államok Észak-Karolina államában, Randolph megyében, melynek megyeszékhelye is. Lakosainak száma 27 156 fő (2020. április 1.).

## Népesség
A település népességének változása:

| 2010 | 25 012 |
| 2020 | 27 156 |